# 胡瑞瀾
胡瑞瀾（？—1886年），字子安，號觀浦，湖北武昌府江夏縣人。清朝政治人物。

## 生平
道光二十五年（1845年）乙巳恩科進士。選庶吉士，散館授編修。歷官山西學政、湖南學政。同治五年（1866年）任光祿寺卿。次年出任廣東學政。同治七年（1868年）任大理寺卿。次年改左副都御史。同治十年（1871年）升禮部右侍郎，改兵部左侍郎。同治十二年（1873年）任浙江學政，期間以欽差大臣重申楊乃武與小白菜案，并維持原判。冤案昭雪後，胡瑞瀾等三十餘名官員均被處分。光緒十年（1884年），任通政使司副使。官至大理寺卿。

## 著作
传世作品有《读史日抄馆课诗赋》、《湘帆杂咏》、《越吟草》、《星轺杂纪》、《星轺续纪》、《海槎日记》、《海槎续记》、《训士质言》、《教士申约》、《教士隅说》等。